# Haloclastie

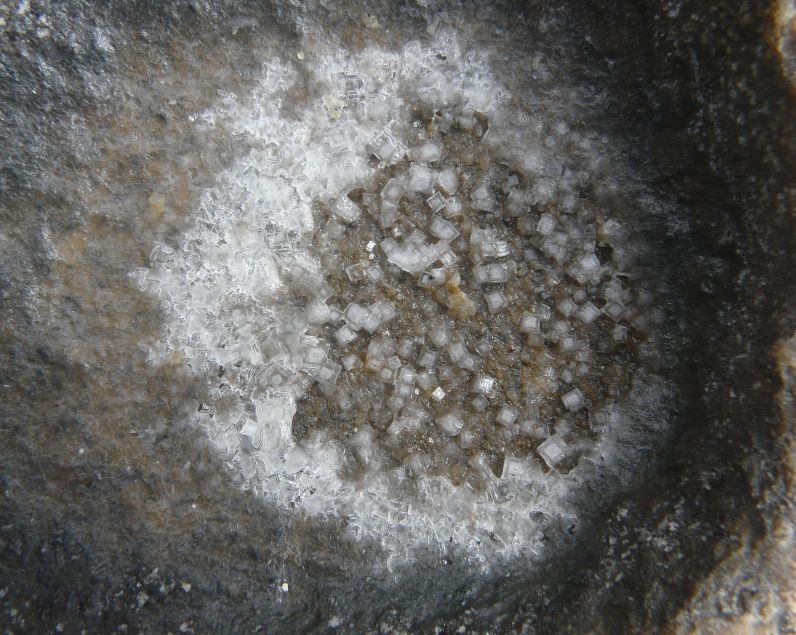
Cristallisation de sels dans une vasque granitique sur le littoral corse, Campomoro-Senetosa

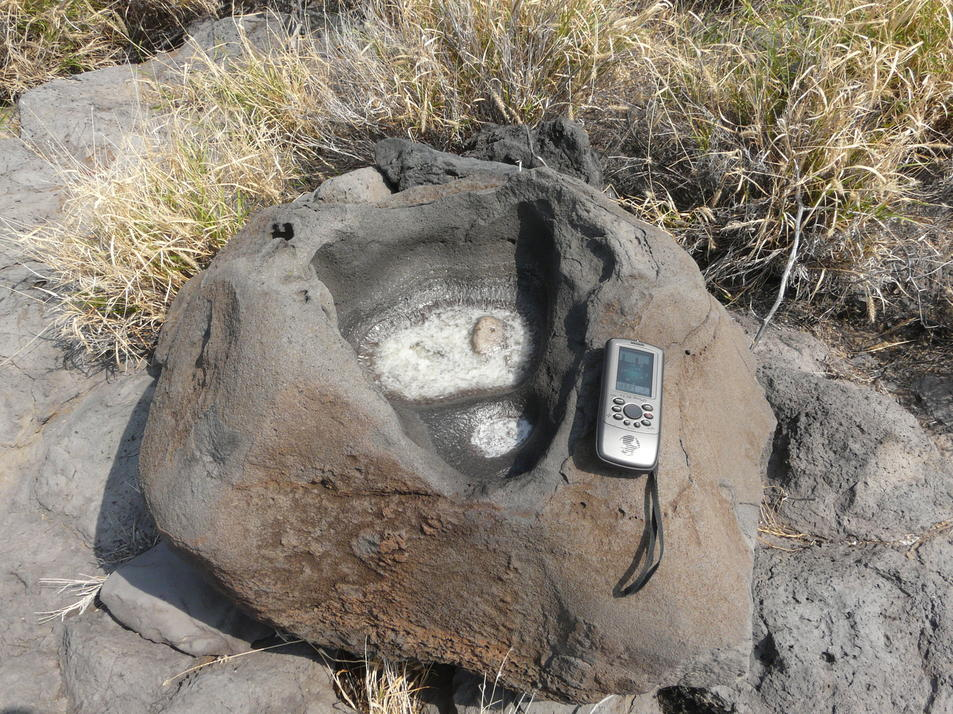
Saumure dans une vasque basaltique sur le littoral de Big Island, Hawai'i

L'haloclastie est un processus de désagrégation de la roche ou des pierres d'œuvre lié à la cristallisation de solutions salines. Ce processus de météorisation est particulièrement efficace dans les zones côtières ainsi que dans les déserts (milieux très riches en sels). Les solutions salines pénètrent dans la roche via les fissures, les diaclases et surtout le réseau de pores. Lorsqu'il y a évaporation de cette eau, les sels cristallisent. Les cristaux de sels exercent alors une pression importante sur les parois des pores pouvant entraîner une rupture des cloisons rocheuses ou la désolidarisation des assemblages minéraux. Une répétition de ce cycle entraîne une rupture mécanique de la roche, responsable de différentes dégradations : desquamation (formation de plaques, d'écailles d'une épaisseur variable, de quelques dixièmes de millimètre à plusieurs millimètres), désagrégation (formation d’un sable par désintégration granulaire) et alvéolisation (formation d'alvéoles). Ces trois types d'altérations observées sur les pierres peuvent être considérées comme des indicateurs de l'état thermo-hydrique des murs, qui détermine les processus physico-chimiques liés à la présence de sels.